# Wiktorija Kaljuschna
Wiktorija Petriwna Kaljuschna (ukrainisch Вікторія Петрівна Калюжна, englisch Viktoriya Kalyuzhna; * 11. Juli 1994) ist eine ukrainische Langstreckenläuferin.

## Sportliche Laufbahn
Erste internationale Erfahrungen sammelte Wiktorija Kaljuschna im Jahr 2011, als sie bei den Jugendweltmeisterschaften nahe Lille im 2000-Meter-Hindernislauf mit 6:48,24 min in der ersten Runde ausschied und anschließend beim Europäischen Olympischen Jugendfestival (EYOF) in Trabzon in 6:55,81 min den fünften Platz belegte. Im Jahr darauf schied sie bei den Juniorenweltmeisterschaften in Barcelona über 3000 m Hindernis mit 10:39,33 min im Vorlauf aus und bei den Junioreneuropameisterschaften 2013 in Rieti gelangte sie in 10:29,41 min auf den siebten Platz. 2015 gewann sie dann bei den U23-Europameisterschaften in Tallinn in 15:38,38 min die Bronzemedaille im 5000-Meter-Lauf hinter der Französin Liv Westphal und Louise Carton aus Belgien. 2017 wurde sie beim Madrid-Halbmarathon nach 1:13:01 h Zweite und im Jahr darauf siegte sie beim Halbmarathon in Kiew nach 1:13:44 h und wurde in Bila Zerkwa in 1:11:50 h Zweite. 2019 siegte sie beim Inowrocław-Halbmarathon in 1:14:56 h und wurde beim Karlsbad-Halbmarathon nach 1:14:45 h Dritte. 2021 startete sie im Marathonlauf bei den Olympischen Spielen, konnte dort aber ihr Rennen nicht beenden. Auch bei den Europameisterschaften im Jahr darauf in München kam sie nicht ins Ziel 2024 wurde sie bei den Europameisterschaften in Rom nach 1:13:25 h 41. im Halbmarathon. Im Dezember lief sie bei den Crosslauf-EM in Antalya nach 27:01 min auf dem 29. Platz im Einzelrennen ein.
In den Jahren von 2017 bis 2019 wurde Kaljuschna ukrainische Meisterin im 10.000-Meter-Lauf und 2019 und von 2022 bis 2024 siegte sie auch über 5000 Meter. In der Halle siegte sie 2014 über 3000 m Hindernis. 2024 wurde sie Landesmeisterin im Crosslauf.

## Persönliche Bestzeiten
- 3000 Meter: 9:09,66 min, 10. Juni 2015 in Kirowohrad
  - 3000 Meter (Halle): 9:39,45 min, 31. Januar 2021 in Sumy
- 5000 Meter: 15:38,38 min, 12. Juli 2015 in Tallinn
- 10.000 Meter: 33:10,66 min, 19. Mai 2018 in London
- Halbmarathon: 1:11:16 h, 24. März 2024 in Warschau
- Marathon: 2:27:05 h, 18. April 2021 in Dębno
- 3000 m Hindernis: 10:20,37 min, 18. Juli 2013 in Rieti
  - 3000 m Hindernis (Halle): 10:09,26 min, 19. Februar 2014 in Sumy